# Luciano Floridi
Luciano Floridi (Roma, 16 de noviembre de 1964) es un filósofo italiano, conocido por su estudio sobre la tradición del escepticismo y por sus trabajos sobre la filosofía de la información y la infoética, dos disciplinas en cuya construcción ha contribuido decisivamente.

## Estudios y trabajo profesional
Se graduó en la Universidad de La Sapienza; obtuvo la maestría en la Universidad de Oxford y el doctorado en la Universidad de Warwick. En La Sapienza estudió filosofía clásica e historia de la filosofía. En el Reino Unido, primero en Warwick y luego en Oxford trabajó en filosofía de la lógica y epistemología.
Profesor de lógica y epistemología en Oxford y en la Universidad de Bari. Es fundador y coordinador conjuntamente con Jeff Sanders, del (IEG), grupo de investigación interdepartemental sobre la filosofía de la información de la Universidad de Oxford y de su similar, el GPI en la Universidad de Hertfordshire. Fundó y dirige el Sito Web Italiano di Filosofia SWIF]. Ha trabajado en desarrollar una informática humanista (Humanities Computing). Actualmente es el presidente de lla International Association for Computing And Philosophy. Sus obras han sido traducidas a varios idiomas, como español, inglés, chino, francés, japonés, griego, persa, polaco, portugués y húngaro.

## Filosofía
Se ocupó de varias discusiones filosóficas tradicionales en la búsqueda de una nueva metodología, con el objetivo de acercarse a los problemas contemporáneos con una perspectiva eficaz desde el punto de vista heurístico que al mismo tiempo constituya un enriquecimiento intelectual para afrontar las cuestiones filosóficas de nuestros días.
Muy rápidamente, empezó a distanciarse de la filosofía analítica clásica. Según Floridi, el movimiento analítico perdió su empuje inicial y era ahora un paradigma cada vez más estrecho, escolástico. Por esta razón, concentró su interés en una nueva fundación de la epistemología. En su primer libro, Scepticism and the Foundation of Epistemology (1996), ya transitaba por el concepto "conocimiento-independiente-del-sujeto", vecino a lo que hoy se define como información semántica.
Según Floridi, es necesario desarrollar una filosofía construccionista en la cual el diseño, la construcción de modelos y su puesta en práctica sustituyen el análisis frío y la disección. Así la filosofía recupera la esperanza de no quedarse en un campo estrecho y autosuficiente y recupera un punto de vista muy amplio sobre los problemas decisivos de la vida humana.
Floridi se aproximó primero a la Filosofía de la información desde la perspectiva puramente teórica de la lógica y la epistemología y desde la perspectiva científica y tecnológica de la informática y la teoría de la información, abordando la naturaleza conceptual y la dinámica de la computación y los flujos informacionales y la elaboración de metodologías informáticas aplicables a la solución de los problemas filosóficos, para luego destacar los aspectos sociológicos, culturales y los nuevos problemas como las relaciones entre la mente y el ordenador, hasta llegar a la informática humanista.
Actualmente Floridi se ocupa de investigar sobre la ética informática (Information ethics), un área nueva que se acerca a un punto de vista ambientalista. Aborda problemas de la sociedad de la información, como son los impactos de las tecnologías de la información y la computación, la relación entre entidades biológicas y no biológicas y las preocupaciones biocéntricas, así como la posibilidad de una ética ontocéntrica sustentada en el conjunto que Floridi denomina infoesfera, ética minimalista no atropocéntrica, basada en la "existencia" más que en la vida.
El segundo proyecto de investigación considera el concepto de información y busca establecer cómo la información semántica se relaciona con otros conceptos claves como verdad, conocimiento, ser y mente. Le especialmente la estructura de la interacción entre los datos, la información y el conocimiento, un triángulo de conceptos para los cuales él considera importante suministrar un modelo apropiado.
Sus teorías sobre información son estudiadas y aplicadas en ámbitos documentales, como son bibliotecas o centros de documentación, pero especialmente en el ámbito universitario.

## Obras
- Scepticism and the Foundation of Epistemology - A Study in the Metalogical Fallacies. Leiden]]: Brill, 1996.
- Internet - An Epistemological Essay. Milano: Il Saggiatore, 1997.
- Philosophy and Computing: An Introduction. London/New York: Routledge, 1999.
- Sextus Empiricus, The Recovery and Transmission of Pyrrhonism. Oxford: Oxford University Press, 2002.
- The Blackwell Guide to the Philosophy of Computing and Information. (a cura di) Oxford: Blackwell, 2003.